# اچ‌ام‌ای‌اس لاراکیا (ای‌سی‌پی‌بی ۸۴)
اچ‌ام‌ای‌اس لاراکیا (ای‌سی‌پی‌بی ۸۴) (به انگلیسی: HMAS Larrakia (ACPB 84)) یک کشتی است که طول آن ۵۶٫۸ متر (۱۸۶ فوت) می‌باشد. این کشتی در سال ۲۰۰۶ ساخته شد.